# Enric Castelló Abad

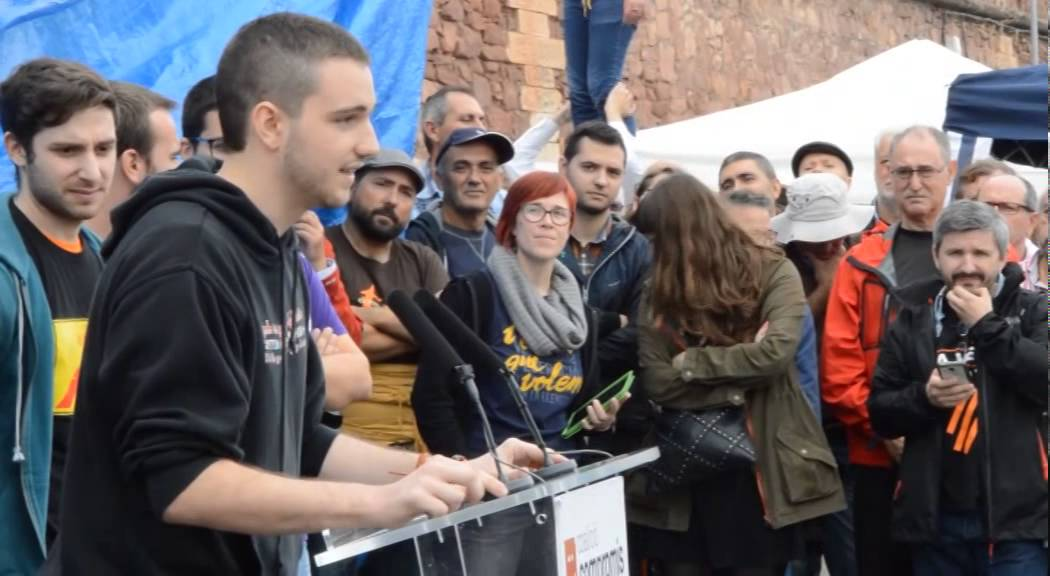
Aplec del Puig 2015

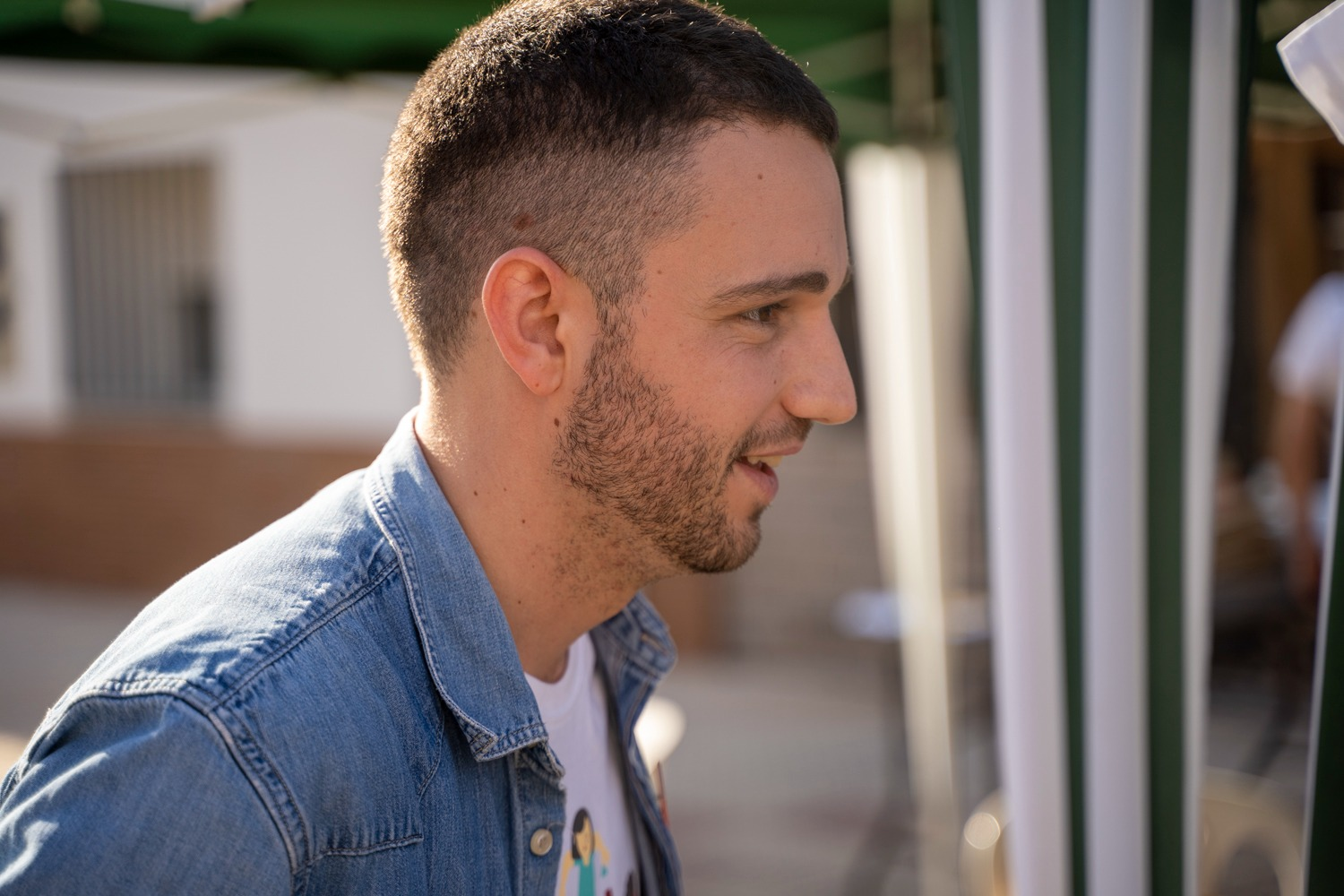
Festa per la Llengua 2022

Enrique Castelló Abad (Quique Castelló) (Almenara, 23 de setembre de 1994) és un polític del País Valencià. Entre 2014 i 2018 va ser secretari general de Joves PV. Al 2018 va recollir l'acta de regidor per Compromís a l'Ajuntament d'Almenara, on actualment és el cap de l'oposició, després de la sortida de dos dels tres regidors del grup municipal del PP. El 13 de gener de 2023 va anunciar, juntament amb Vicent Marzà, Mònica Àlvaro, Verònica Ruiz i Vicent Granel, la seua candidatura per estar a les llistes de Compromís a les Corts Valencianes. I el 10 de febrer de 2023 amb les Primàries de Compromís finalitzades va esdevindre el candidat nº5 a les Corts Valencianes per la circumscripció de Castelló, quedant a menys de 7 punts del nº4, Vicent Granel.

## Biografia
Ha format part de l'Executiva Nacional del Bloc Nacionalista Valencià (BLOC o BNV) i de la Comissió Executiva Nacional de Compromís. A dintre de Compromís ha format part del corrent MÉS (Moviment d'Esquerres i Sobiranista), antic BES (Bloc d'Esquerres i Sobiranista) fins a la seua dissolució a l'abril del 2022. Al 2021, al Congrés Comarcal de Més la Plana Baixa - l'Alt Millars, va formar part de la candidatura encapaçalada per Laia Vilanova, on ocuparà el càrrec de secretari d'organització. Actualment, exerceix de Conseller Nacional del Consell Nacional de Més-Compromís en representació de la comarca la Plana Baixa i l'Alt Millars. Des del 10 de febrer és candidat de Compromís a les Corts Valencianes per la circumscripció de Castelló. El 9 de març va estrenar el podcast AmbQuiFariesQuè. El primer capítol va comptar amb Maria Peña antiga regidora del PSPV a l'Ajuntament d'Almenara, i el segon capítol va comptar amb la presència de Fina Gomis fundadora i ex-presidenta de la Falla el Compromís d'Almenara.
Al 2018 va accedir al càrrec de regidor després de la dimissió del seu germà, Robert Castelló. Al novembre de 2022 l'assemblea de Compromís per Almenara va triar a Quique Castelló candidat a l'alcaldia d'Almenara. Al 2023 els resultats electorals el situen com a segona força política de l'Ajuntament d'Almenara, sent el partit polític amb major increment de vots respecte les darreres eleccions.
Al 2019 va encapçalar la llista de Compromís per Almenara obtenint els millors resultats de la formació valencianista a la població costera de la Plana Baixa. No obstant els bons resultats de la formació el PSPV d'Almenara va mantindre la majoria absoluta i va resultar electa alcaldessa Estíbaliz Pérez.

Actualment, al 2023, després de les eleccions celebrades el 28 de maig, Compromís per Almenara es situa com a segona força política amb 4 regidors, el Partit Popular compta amb 3 regidors i el PSOE comptarà amb 6 regidors, sent la primera volta des de 1999 que el PSOE no opté una majoria absoluta al municipi costaner de la Plana Baixa.